# Schloss Loosdorf

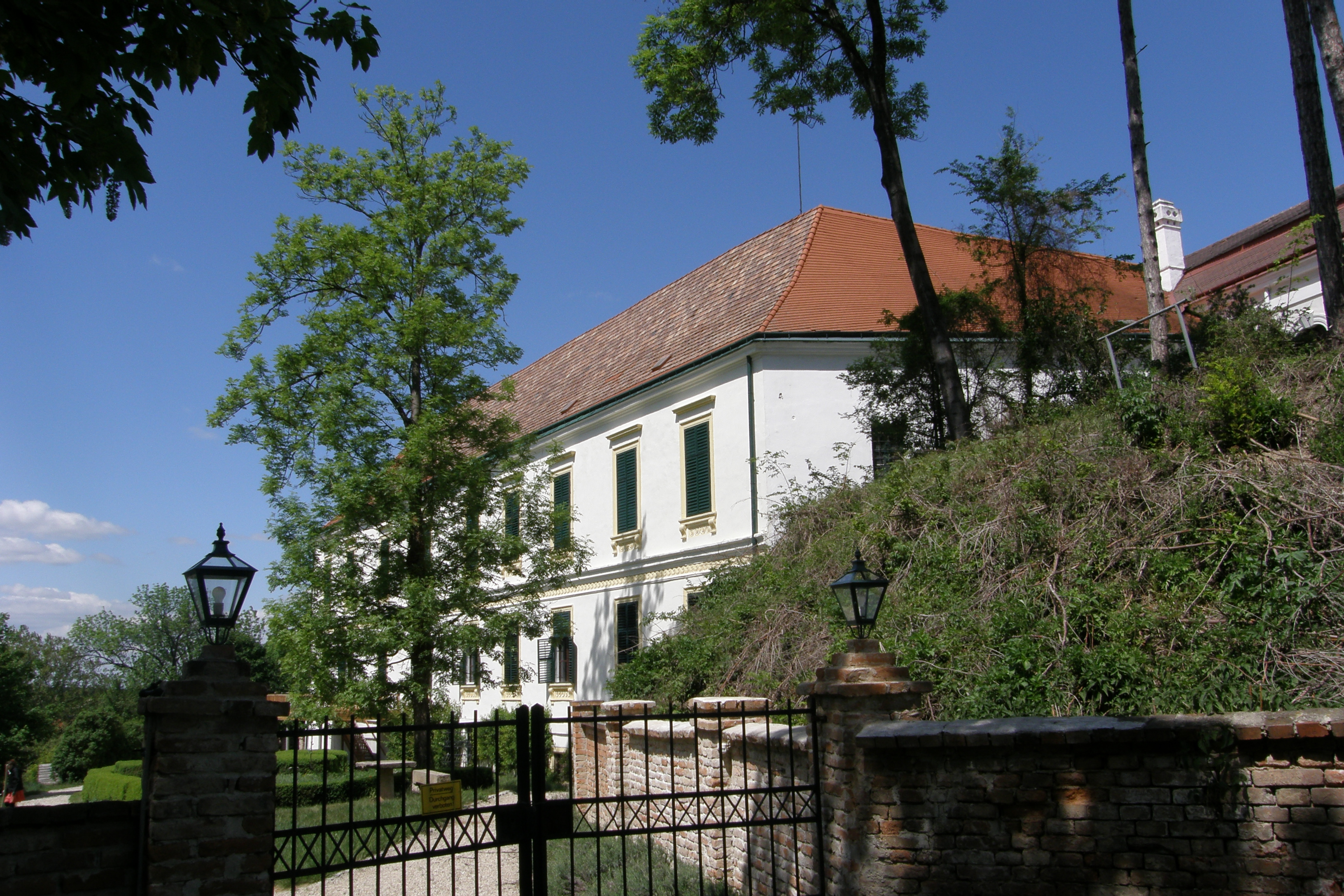
Südtrakt des Schlosses

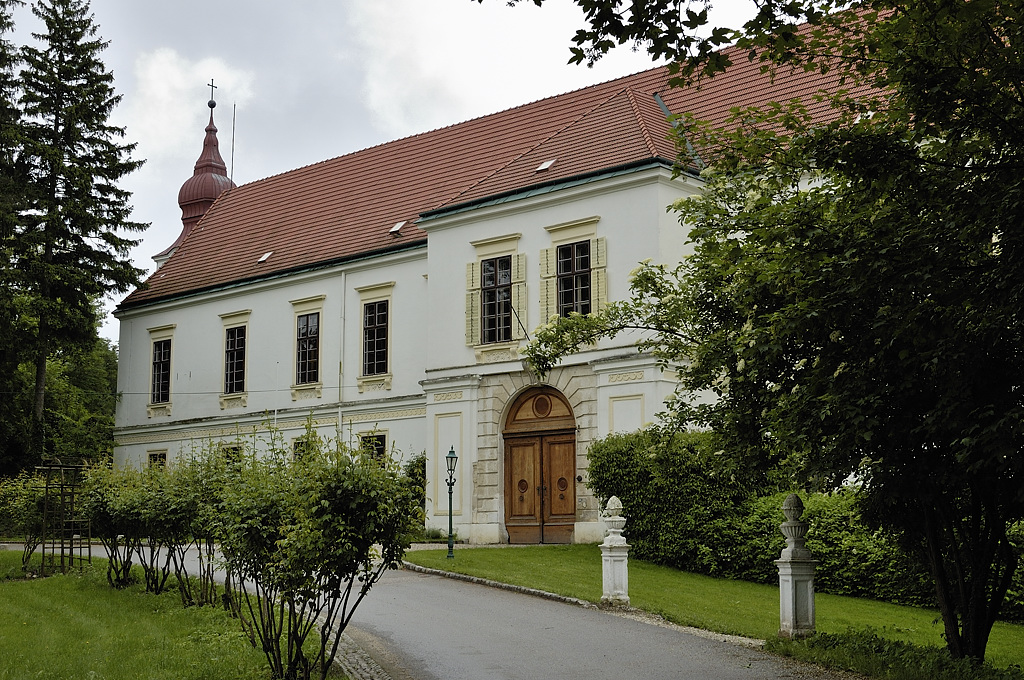
Nordtrakt des Schlosses

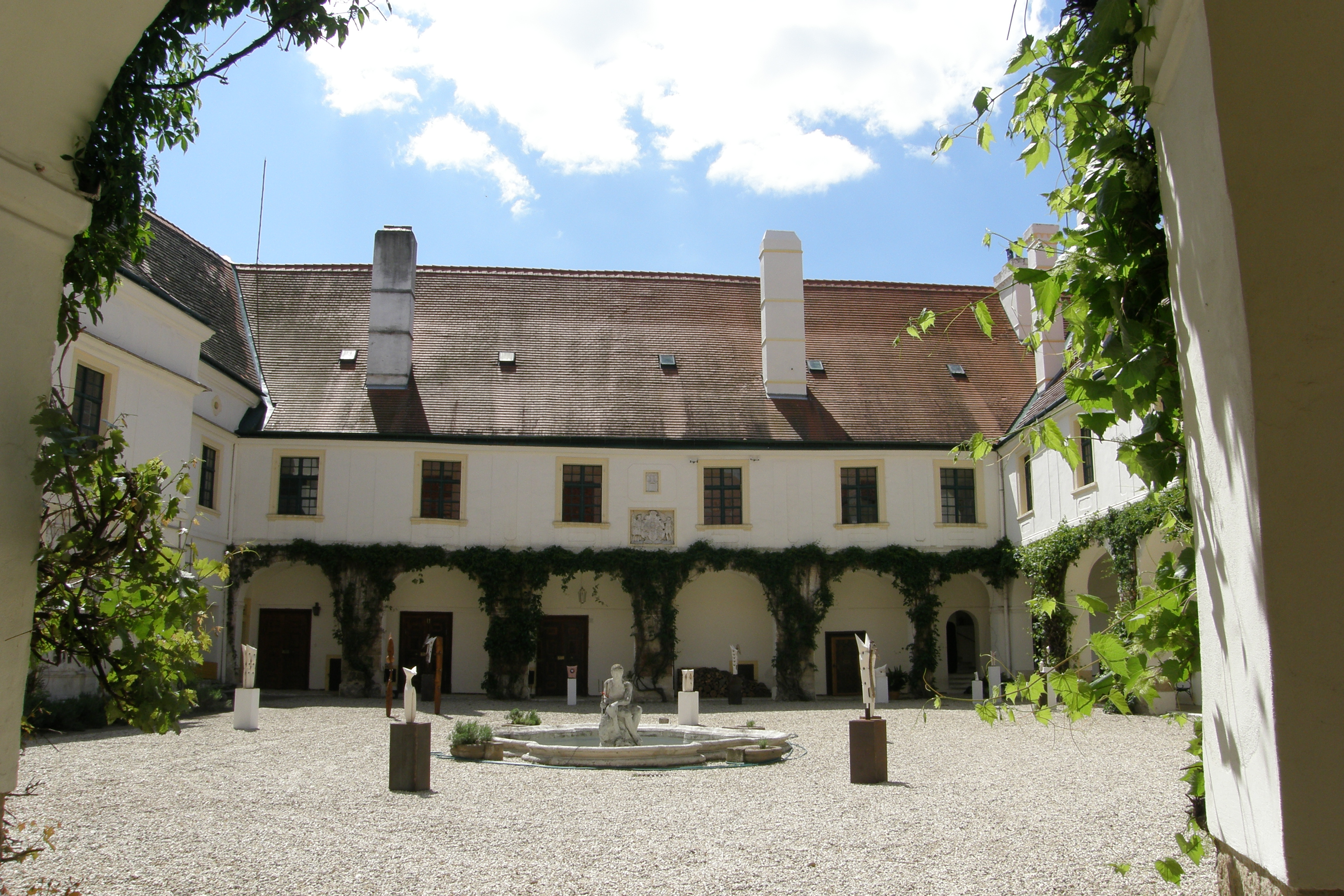
Hof

Schloss Loosdorf liegt im niederösterreichischen Weinviertel in der Gemeinde Fallbach.

## Geschichte
Loosdorf entstand zur Zeit der zweiten bayrischen Kolonisation des Weinviertels um die Mitte des 11. Jahrhunderts. 1416 wird es als Feste Lostorff erstmals urkundlich erwähnt.
1531 belehnt Ferdinand I. den Ritter Adam von Gall als Dank für die Befreiung der ungarischen Stadt Gran von den Türken mit Loosdorf, sein Denkmal steht noch im Schlosshof. Über Magdalena Gall von Losdorf gelangte das Gut 1606 an ihren Gemahl Heinrich Matthias von Thurn, der wegen des böhmischen Ständeaufstands 1620 enteignet wurde. 1645 zerstörten die Schweden das Schloss, es wurde um 1680 nur einstöckig wiederaufgebaut.
Ab 1732 gehörte Loosdorf zum Besitz des Prinzen Emanuel von Liechtenstein, der das heutige Schloss und die Kirche erbaute. Sein Enkel Johann I. Fürst von Liechtenstein ließ das Schloss ab 1794 im Stil des Klassizismus umbauen, beeindruckend dabei vor allem die Gartenfassade mit der Freitreppe und die Prunkräume im 1. Stock. Der Wirtschaftsrat Bernhard Petri legte für Johann I. hier einen romantischen, englischen Landschaftsgarten an. An den Bauherrn erinnert auch die nahe im Wald gelegene romantische Ruine Hanselburg. Neben dem Schlossgebäude mit dem umgebenden Park liegt die Schlosskirche, die auch als Pfarrkirche dient.
1834 erwarb Marquis Friedrich August Piatti den Besitz für seine aus Oberitalien stammende Familie, der es bis heute gehört. 1945 wurde Schloss Loosdorf schwer beschädigt. 1959 öffnete das Schlossmuseum mit der größten privaten Zinnfigurensammlung Österreichs.

## Architektur
Das Schloss steht im Nordosten des Dorfes auf einem leicht nach Westen abfallenden Gelände.
Die unregelmäßige barocke Anlage um einen rechteckigen Hof ist im Osten baulich mit der Herrschaftsempore mit dem Langhaus der Schlosspfarrkirche Loosdorf verbunden. Im Westen des Schlosses befindet sich ein weitläufiger Schlosspark.
Die vierflügelige zweigeschoßige Anlage ist bei der westlichen Gartenfront dreigeschoßig. Die Außenfassaden zeigen sich schlicht mit Kordongesims und ornamentalem Friesband und Fensterbänke auf Volutenkonsolen. Die nordseitige Fassade hat einen zweiachsigen Mittelrisalit und ein rustiziertes Rundbogenportal. Die westliche Gartenfassade, um 1820 verändert, hat zweiachsige Eckrisalite, dem gebänderten Sockelgeschoß ist mittig eine mächtige Freitreppe vorgelagert, auf der Treppe befindet sich ein altanartiger Aufbau mit drei toskanischen Säulenpaaren und darüber ein balustradenbekrönter Balkon, über der Traufe zeigt eine Blendattika das Wappen der Liechtenstein. Im Nordflügel befindet sich eine dreijochige Einfahrt mit einem Kreuzgrat- und Stichkappengewölbe.
Die schlichten Hoffassaden haben im Erdgeschoß Arkadengäng im Süd-, Nord- und Westflügel. Die Ostfassade hat im Erdgeschoß eine Putzquaderung und einen einachsigen Mittelrisalit mit einer bekrönenden Attika.

## Grabdenkmäler
- Außen in der Westfront befindet sich ein figuraler Grabstein aus Marmor zu Adam Gall 1574.

## Porzellansammlung
Die Familie Piatti legte eine große Porzellansammlung an, die Stücke stammten aus Ostasien wie europäischen Manufakturen. 1945 wurde das Schloss geplündert, der Großteil des Porzellans zerschlagen, die Reste in einem Scherbenzimmer präsentiert. 2015 lernten Alfons und Verena Piatti im Zuge einer Japanreise bei einer Teezeremonie Machiko Hoshina kennen, diese besuchte Schloss Loosdorf und erkannte den japanischen und chinesischen Ursprungs der Scherben. Daraus entstand ein Projekt mit der Universität Tokio. Professor Arakawa untersuchte mit einem Team die Scherben und ordnete diese Manufakturen zu. Japanische Restauratoren konnten aus den Scherben einige der Kunstwerke rekonstruieren. 2020 wurden Teile der restaurierten Sammlung im Tokioter Ōkura Shūkokan Museum gezeigt.